# Sorbus velebitica
Sorbus velebitica là một loài thực vật thuộc họ Rosaceae. Đây là loài đặc hữu của Croatia.